# Скарамуш (фильм, 1923)

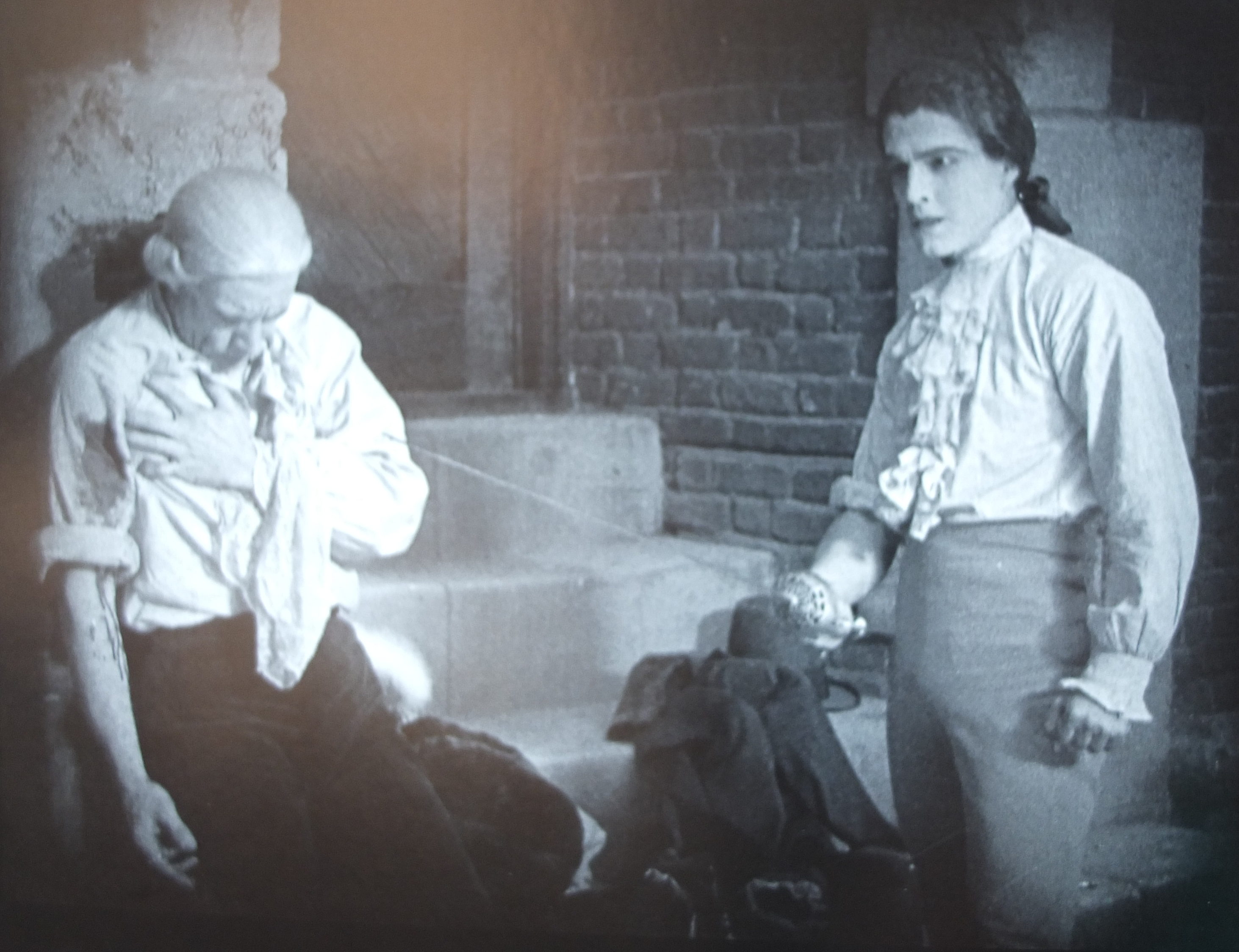
Сцена из фильма с участием Льюиса Стоуна и Рамона Новарро.

«Скарамуш» (англ. Scaramouche) — американский немой приключенческий фильм 1923 года по одноимённому роману 1921 года Рафаэля Сабатини. Выпущен компанией Metro Pictures. Режиссер фильма Рекс Ингрем, в ролях заняты Рамон Новарро, Элис Терри, Льюис Стоун и Ллойд Инграхем.
Фильм перешёл в общественное достояние в Соединенных Штатах 1 января 2019 года.

## Сюжет
Андре-Луи Моро (Рамон Новарро) взаимно влюблён в Алину де Керкадью (Элис Терри), племянницу его крестного отца Кантэна де Керкадью (Ллойд Инграхем). Однако Кантэн желает видеть в роли мужа подопечной маркиза де Латур д’Азир (Льюис Стоун), дворянина среднего возраста, а не молодого человека без роду и племени. 
Однажды опытный фехтовальщик де Латур убивает на дуэли Филиппа де Вильморена, друга Андре-Луи. Андре-Луи обращается к сенешалю за справедливостью, но чиновник, узнав, кто является обвиняемым, приказывает арестовать Андре-Луи. Тот сбегает. 
Франция стоит на грани революции. Когда солдат подстреливает одного из призывавших к свободе и равенству, Андре-Луи бесстрашно занимает его место, не обращая внимания на пули. На разгон толпы отправляют драгунов, Андре-Луи спасается благодаря помощи Ле Шапелье.
Андре-Луи присоединяется к бродячему театру, которым руководит господин Бине (Джеймс А. Маркус). Андре-Луи пишет для театра пьесы, которые пользуются успехом у зрителей, и в конечном итоге спектакль ставится в парижском театре. Происходит помолвка Андре-Луи с дочерью Бине, Клименой (Эдит Аллен). 
На спектакль по последней пьесе Андре-Луи приходят Алина и де Латур. Молодые люди замечают друг друга. Алина идёт к Андре-Луи, но тот не хочет возобновлять отношения. Де Латур, несмотря на любовь к Алины, не упускает возможности завести легкомысленную беседу с Клименой. Алина и графиня де Плугастель (Джулия Суэйн Гордон), у которой она остановилась, видят Климену и де Латура в коляске. Алина говорит де Латуру, что больше не хочет его видеть. Де Латур требует помощи у графини, шантажируя её событиями прошлого. 
В Национальном собрании аристократы, не сумевшие противостоять делегатам-реформаторам на словах, решают одержать верх, вызвав противников на дуэли. Главным среди дуэлянтов является де Латур. В отчаянии Дантон и Ле Шапелье просят сразиться за них Андре-Луи. Шевалье де Шабрийанн (Уильям Хамфри) становится первой жертвой Андре-Луи. В конце концов, он добивается, чего хочет: поединка с де Латуром. Он разоружает своего врага, а затем позволяет ему снова взять шпагу. После этого он ранит его в руку, и де Латур сдаётся. 
До Парижа доходят новости, что австрийцы и пруссаки вторглись во Францию, чтобы поддержать короля Людовика XVI. Вспыхивает Французская революция. Де Латур терпит поражение на поле боя. Его бросают умирать. Однако он добирается до дома графини де Плугастель. Андре-Луи также отправляется туда, чтобы защитить свою любовь и, как выяснилось, свою мать-графиню (личность которой была раскрыта ему де Керкадью). С собой у него документ, подписанным Дантоном, с предоставлением полной свободы действий. Когда два злейших врага встречают друг друга, де Латур требует документ. Андре отказывается, де Латур достаёт пистолет. Графиня бросается между де Латуром и Андре-Луи, а затем признаётся, что де Латур на самом деле — отец Андре-Луи. Происходит непростое примирение. Когда де Латур собирается уходить, Андре-Луи предлагает ему свою шпагу. Вооружённый, де Латур сталкивается с восставшими на улице и погибает. 
Андре-Луи сажает двух женщин в крытую коляску. У парижских ворот их замечают. Андре-Луи умоляет их отпустить, толпа отвечает необыкновенной сентиментальностью и разрешает аристократам покинуть Париж. 

## В ролях
- Ллойд Инграхем — Кантен де Керкадью
- Элис Терри — Алина де Керкадью, его племянница
- Рамон Новарро — Андре-Луи Моро, его крестник
- Льюис Стоун — маркиз де Латур д’Азир
- Джулия Суэйн Гордон — графиня Тереза де Плугастель
- Уильям Хамфри — Шевалье де Шабрийанн
- Отто Матисон — Филипп де Вильморен
- Джордж Зигманн — Дантон
- Боудич М. Тернер — Ле Шапелье
- Джеймс Маркус — господин Бине
- Эдит Аллен — Климена Бине
- Джон Джордж — Пульчинелла
- Уиллард Ли Холл — сенешаль
- Роуз Диона — Ла Револьте
- Том Кеннеди — драгун (в титрах не указан)

## Отзывы
Обозреватель Allmovie Ханс Воллстейн называет фильм романтичным боевиком и отмечает скрупулёзность, с которой были воссозданы сцены и костюмы эпохи Французской революции. Он также отдает фильму звание самой захватывающей и эффектной эпической киноленты эпохи немого кино.
Журнал Vulture.com включил фильм в список двенадцати великих немых фильмов, перешедших в 2019 году в общественное достояние.

## Сохранение
Телевизионная премьера фильма состоялась в 2000 году.
24 марта 2009 года «Скарамуш» выпущен на DVD в рамках Warner Archive Collection.
1 января 2019 года фильм перешёл в общественное достояние на территории США и странах, в которых действует правило более короткого срока.